# Jorge Cañete
Pour les articles homonymes, voir Cañete.
 (octobre 2012).
Jorge Cañete est un architecte d’intérieur suisse né en 1970 à Genève, aux origines catalanes et andalouses. Il a reçu plusieurs distinctions internationales dont le 2014 Interior Designer of the Year Award.

## Carrière
Il commence sa carrière dans les produits de luxe, il participe à la commercialisation de montres de luxe en Asie et contribue ensuite au lancement des parfums pour Emanuel Ungaro et Bvlgari, et il s’occupe du développement international des parfums Thierry Mugler et Azzaro. Après plusieurs années, il étudie l’architecture d’intérieur.
Il obtient un diplôme en Interior Design de la London Metropolitan University et réalise plusieurs projets dans des bureaux d’architectes à Rome et Genève. En 2006, il crée son propre studio : Interior Design Philosophy en Suisse. D’abord installé à Genève, puis à Saint-Légier, il s’installe en 2013 dans le château de Saint-Saphorin sur Morges dans le canton de Vaud en Suisse.
Jorge Cañete et son studio Interior Design Philosophy sont actifs dans le monde, que ce soit pour des maisons privées, des stands de marques horlogères ou pour des événements (par exemple le gala caritatif inaugural du World Cancer).

## Style et inspiration
Jorge Cañete reçoit plusieurs récompenses internationales. Selon le journal L'Hebdo, il s'agit d'« une architecture qui vient de l’intérieur et un style poétique qui mélange savamment mémoire et modernité. »
Lors de l’élaboration de chacun de ses projets, l’architecte d’intérieur s'inspire de la personnalité du client, du lieu d’habitation et de son environnement.
En combinant ainsi ces trois variables, chaque «projet-équation» donne un résultat très personnalisé et cohérent. Jorge Cañete se donne pour tâche de matérialiser ce qui touche ses clients, de réfléchir comme un miroir leurs émotions. Il part du principe que l’on n’invente jamais rien : « Il suffit de mettre en lumière ce qui a du sens . »
Il a été curateur de plusieurs expositions dont notamment :
- Curateur de l’exposition Isa Barbier « traits de plumes » (2012)
- Curateur de l’exposition Marie Ducaté « Le château enchanté » (2013)
- Curateur de l’exposition Claire Brewster « Personal Territories » (2014).

En 2016, Jorge Cañete et la co-créatrice de l’entreprise Murs porteurs, Nathalie Hecker ouvrent ensemble la Chartreuse de La Lance, un espace consacré à l’art contemporain dans le cloître du XIVe siècle de l’ancienne Chartreuse de La Lance en Suisse dans le canton de Vaud. La Ch-ART-reuse de la Lance et ses deux curateurs ont organisé quatre expositions d’art contemporain en 2016 qui ont été relayées par certains médias suisses et européens,,,,.

## Récompenses internationales
L'œuvre de l’architecte d’intérieur a été sélectionné 8 années consécutive par Andrew Martin, le créateur des Oscars internationaux de l’architecture d’intérieur. 
Ce dernier édite chaque année son ouvrage Interior Design Review qui regroupe les designers les plus significatifs du moment. En 2014, Jorge Cañete avec son studio Interior Design Philosophy est désigné vainqueur et remporte le 2014 International Interior Designer of the Year Award. Les juges sont sélectionnés parmi des personnalités et artistes de renom. Dans les différentes éditions ont notamment participé: Anoushka Hempel, Yasmin Le Bon, Jo Malone, Twiggy, Sarah Ferguson ou encore Tim Rice.
Jorge Cañete a été désigné meilleur designer international pour les années 2015 et 2016 par le magazine allemand BUILD et a été également le gold winner des International Design Awards 2014 à Los Angeles. Il a aussi reçu le prix du Best Residential Interior Designer of the Year en 2016 pour ses récentes réalisations par Corporate LiveWire.
En 2013, Jorge Cañete est désigné best of the year honoree par les Interior Design Awards. Il reçoit la même année le prix du meilleur projet résidentiel suisse décerné par les European Property Awards à Londres.   
En 2012, l'International Interior Design Association (IIDA) lui décerne un Global Excellence Award pour le meilleur projet résidentiel, une récompense honorant au travers d’un concours international d’architecture d’intérieur les meilleurs projets de design, pour son projet L’Aile et la Plume. Cette distinction a été remise lors du Salon Maison et Objet à Paris en janvier 2012.
La Society of British Interior Design (SBID) lui a donné le titre de membre d’honneur. Il a été a deux prises finalistes des SBID International Excellence design Awards (2013-2014). 
Jorge Cañete est également membre de l’International Interior Design Association (IIDA) depuis 2008.

## Médias et publications
Les réalisations du studio Interior Design Philosophy de Jorge Cañete sont régulièrement publiées dans des magazines et publications en Suisse et dans le monde,,,,,,.
Jorge Cañete donne régulièrement des interviews pour expliquer sa démarche et présenter les réalisations de son studio. Il est également coauteur de l’ouvrage Architecture émotionnelle, matière à penser, écrit pour le Premier Colloque international d’Architecture émotionnelle, organisé par Barbara Polla, auquel il a participé en janvier 2011.
En 2012, il est publié dans l’ouvrage « architecture d’intérieur » chez Oracom.
Donnant suite à différentes collaborations artistiques, il publie des livres électroniques dans la collection « Interior Design Philosophy donne carte blanche à », des artistes tels que Peter Wüthrich, Riccardo et Sandrine Barilla, Isa Barbier. Les bénéfices de ces ouvrages soutiennent l’International Literacy Foundation, qui a pour but de lutter contre l’analphabétisme dans le monde.

## Enseignement
Jorge Cañete enseigne sa méthode aux élèves de l’Athenæum, l’école d’architecture et de design à Renens, Lausanne.
Il a enseigné aussi dans un master pour produits de luxe à la BSL.
Il anime également des ateliers de décoration destinés aux particuliers Sdans son studio, au château de Saint-Saphorin-sur-Morges.

## Réalisations
- Exposition Cesare Bedogné[28] à Genève
- Stand pour Laurent Ferrier, Baselworld
- Stand pour Backes & Strauss au WPHH, Genève
- Stand pour Autore, Baselworld
- Magasin du commerce équitable pour Caritas
- Magasin Parfums Pascal Morabito, Hotel Kempinski
- Curateur de l’exposition isa barbier « traits de plumes »
- Auteur d’ouvrages d’architecture d’intérieur dans la série « interior design philosophy donne carte blanche à »